# Старокузяково
Старокузяково (баш. Иҫке Күзәк) (Кузяково, Старое Кузяково) — деревня в Ишлинском сельсовете Аургазинского района Республики Башкортостан.
Расположена на реке Узень примерно в 27 км к северу от села Толбазы и в 55—60 км к югу от Уфы.
В 2,5 км к западу от деревни проходит автодорога Уфа — Оренбург.

## История
Название происходит от иҫке ‘старый’ и личного имени Күҙәк.
Известна с 1710 года, когда тептяри переселились на основе договора с башкирами деревни Мусы Минской волости из д. Алмантаево Уфимского уезда. С 1779 г. перешли в тептярское сословие. IV ревизией 1783 г. там показано 90 тептярей. В 1859 в 63 дворах проживал 291 человек. Деревня Новое Кузяково выделилась из коренной деревни в 1782, когда там насчитывалось 20 человек (ныне д. Ахмерово). Через 77 лет в 23 дворах проживало 128 мужчин и женщин. V ревизия зафиксировала сыновей основателя коренной деревни Кузяка: 1746 года рождения Амир, с 1751 года Рафик и с 1758 года Танатар Кузяковы. В движении Е. Пугачёва участвовало 40 кузяковцев. Также в деревне проживали Киреевы, татарский дворянский род.
В «Списке населенных мест по сведениям 1870 года», изданном в 1877 году, населённый пункт упомянут дважды: как деревни Старая Кузякова и Кузякова 1-го стана Стерлитамакского уезда Уфимской губернии. Располагались при речке Узяне, по правую сторону Оренбургского почтового тракта из Стерлитамака в Уфу, в 46 (соответственно в 69) верстах от уездного города Стерлитамака и в 27 (26) верстах от становой квартиры в деревне Толбазы (Адиль-Муратова). В деревнях, в 81 (30) дворе жили 438 (557) человек (230 (294) мужчин и 208 (263) женщин, татары в обеих деревнях, тептяри в 1-й, башкиры во 2-й деревне), были мечеть, училище, водяная мельница в обеих деревнях, конная мельница во 2-й деревне. Жители занимались земледелием, скотоводством, лесным промыслом в 1-й деревне.
Статус деревня село получило согласно Закону Республики Башкортостан от 20 июля 2005 года N 211-з «О внесении изменений в административно-территориальное устройство Республики Башкортостан в связи с образованием, объединением, упразднением и изменением статуса населенных пунктов, переносом административных центров».

## Население
| 2002 | 2009 | 2010 |
| ---- | ---- | ---- |
| 443  | ↘414 | ↘362 |

## Достопримечательности
В окрестностях деревни имеются карстовые пещеры. Самая известная — Вертолётная пещера.